# Cantó d'Amiens-2 (Nord-Oest)
El cantó d'Amiens-2 (Nord-Oest) és un cantó francès del departament del Somme, situat al districte d'Amiens. Té 2 municipis i part del d'Amiens.

## Municipis
- Amiens (part)
- Argœuves
- Saint-Sauveur

## Història
| Data d'elecció                           | Identitat         | Partit | Qualitat |
| ---------------------------------------- | ----------------- | ------ | -------- |
| 1945-1951                                | Léon Dupontreué   | PCF    |          |
| 1951-1958                                | Augustin Dujardin | PCF    |          |
| 1958-1964                                | Yves Mercher      | SFIO   |          |
| 1964-1971                                | Augustin Dujardin | PCF    |          |
| 1973-1985                                | Éliane Cosserat   | PCF    |          |
| 1985-                                    | Gérald Maisse     | PCF    |          |
| les dades anteriors no són pas conegudes |                   |        |          |
|                                          |                   |        |          |